# Giải vô địch bóng đá nữ U-17 châu Âu 2010

Các đội dự vòng chung kết và thành tích thi đấu

Giải vô địch bóng đá nữ U-17 châu Âu 2010 diễn ra tại Thụy Sĩ từ 22 đên 26 tháng 6 năm 2010. Tây Ban Nha giành chức vô địch sau chiến thắng trước Cộng hòa Ireland trong trận chung kết.

## Vòng loại

### Vòng loại thứ nhất
Vòng loại thứ nhất diễn ra từ 4 tháng 9 tới 29 tháng 10 năm 2009. Chủ nhà các bảng đấu loại được in nghiêng.

#### Bảng 1
| Đội           | Tr | T | H | B | BT | BB | HS  | Đ |
| ------------- | -- | - | - | - | -- | -- | --- | - |
| Anh           | 3  | 3 | 0 | 0 | 17 | 0  | +17 | 9 |
| Wales         | 3  | 1 | 1 | 1 | 3  | 4  | −1  | 4 |
| Belarus       | 3  | 1 | 0 | 2 | 1  | 9  | −8  | 3 |
| Bắc Macedonia | 3  | 0 | 1 | 2 | 1  | 9  | −8  | 1 |

#### Bảng 2
| Đội            | Tr | T | H | B | BT | BB | HS  | Đ |
| -------------- | -- | - | - | - | -- | -- | --- | - |
| Thụy Sĩ        | 3  | 3 | 0 | 0 | 32 | 1  | +31 | 9 |
| Ý              | 3  | 2 | 0 | 1 | 35 | 2  | +33 | 6 |
| Quần đảo Faroe | 3  | 1 | 0 | 2 | 7  | 14 | −7  | 3 |
| Gruzia         | 3  | 0 | 0 | 3 | 0  | 57 | −57 | 0 |

#### Bảng 3
| Đội     | Tr | T | H | B | BT | BB | HS  | Đ |
| ------- | -- | - | - | - | -- | -- | --- | - |
| Na Uy   | 3  | 3 | 0 | 0 | 14 | 1  | +13 | 9 |
| Hungary | 3  | 2 | 0 | 1 | 7  | 7  | 0   | 6 |
| Croatia | 3  | 1 | 0 | 2 | 4  | 7  | −3  | 3 |
| Hy Lạp  | 3  | 0 | 0 | 3 | 0  | 10 | −10 | 0 |

#### Bảng 4
| Đội              | Tr | T | H | B | BT | BB | HS | Đ |
| ---------------- | -- | - | - | - | -- | -- | -- | - |
| Cộng hòa Ireland | 3  | 3 | 0 | 0 | 9  | 0  | +9 | 9 |
| Đan Mạch         | 3  | 2 | 0 | 1 | 5  | 1  | +4 | 6 |
| Thổ Nhĩ Kỳ       | 3  | 1 | 0 | 2 | 1  | 6  | −5 | 3 |
| Slovenia         | 3  | 0 | 0 | 3 | 0  | 8  | −8 | 0 |

#### Bảng 5
| Đội      | Tr | T | H | B | BT | BB | HS | Đ |
| -------- | -- | - | - | - | -- | -- | -- | - |
| Bỉ       | 3  | 2 | 1 | 0 | 11 | 3  | +8 | 7 |
| Ba Lan   | 3  | 2 | 1 | 0 | 6  | 1  | +5 | 7 |
| România  | 3  | 1 | 0 | 2 | 2  | 6  | −4 | 3 |
| Bulgaria | 3  | 0 | 0 | 3 | 1  | 10 | −9 | 0 |

#### Bảng 6
| Đội        | Tr | T | H | B | BT | BB | HS  | Đ |
| ---------- | -- | - | - | - | -- | -- | --- | - |
| Hà Lan     | 3  | 3 | 0 | 0 | 13 | 1  | +12 | 9 |
| Ukraina    | 3  | 2 | 0 | 1 | 12 | 3  | +9  | 6 |
| Kazakhstan | 3  | 1 | 0 | 2 | 3  | 9  | −6  | 3 |
| Moldova    | 3  | 0 | 0 | 3 | 1  | 16 | −15 | 0 |

#### Bảng 7
| Đội     | Tr | T | H | B | BT | BB | HS  | Đ |
| ------- | -- | - | - | - | -- | -- | --- | - |
| Đức     | 3  | 2 | 1 | 0 | 11 | 0  | +11 | 7 |
| Pháp    | 3  | 2 | 0 | 1 | 10 | 2  | +8  | 6 |
| Iceland | 3  | 1 | 1 | 1 | 8  | 2  | +6  | 4 |
| Israel  | 3  | 0 | 0 | 3 | 0  | 25 | −25 | 0 |

#### Bảng 8
| Đội       | Tr | T | H | B | BT | BB | HS  | Đ |
| --------- | -- | - | - | - | -- | -- | --- | - |
| Thụy Điển | 3  | 3 | 0 | 0 | 26 | 1  | +25 | 9 |
| Phần Lan  | 3  | 2 | 0 | 1 | 13 | 4  | +9  | 6 |
| Latvia    | 3  | 1 | 0 | 2 | 3  | 13 | −10 | 3 |
| Estonia   | 3  | 0 | 0 | 3 | 0  | 24 | −24 | 0 |

#### Bảng 9
| Đội          | Tr | T | H | B | BT | BB | HS  | Đ |
| ------------ | -- | - | - | - | -- | -- | --- | - |
| Áo           | 3  | 3 | 0 | 0 | 21 | 3  | +18 | 9 |
| Cộng hòa Séc | 3  | 2 | 0 | 1 | 24 | 5  | +19 | 6 |
| Scotland     | 3  | 1 | 0 | 2 | 14 | 8  | +6  | 3 |
| Litva        | 3  | 0 | 0 | 3 | 1  | 44 | −43 | 0 |

#### Bảng 10
| Đội         | Tr | T | H | B | BT | BB | HS  | Đ |
| ----------- | -- | - | - | - | -- | -- | --- | - |
| Tây Ban Nha | 3  | 2 | 1 | 0 | 26 | 2  | +24 | 7 |
| Serbia      | 3  | 2 | 1 | 0 | 16 | 3  | +13 | 7 |
| Nga         | 3  | 1 | 0 | 2 | 20 | 5  | +15 | 3 |
| Armenia     | 3  | 0 | 0 | 3 | 0  | 52 | −52 | 0 |

#### Xếp hạng đội nhì bảng
Chỉ các trận đấu với đội nhất bảng và thứ ba mới được sử dụng để xác định thứ hạng.
| Bảng | Đội          | Tr | T | H | B | BT | BB | HS | Đ |
| ---- | ------------ | -- | - | - | - | -- | -- | -- | - |
| 5    | Ba Lan       | 2  | 1 | 1 | 0 | 4  | 1  | +3 | 4 |
| 10   | Serbia       | 2  | 1 | 1 | 0 | 4  | 3  | +1 | 4 |
| 2    | Ý            | 2  | 1 | 0 | 1 | 8  | 2  | +6 | 3 |
| 6    | Ukraina      | 2  | 1 | 0 | 1 | 7  | 3  | +4 | 3 |
| 8    | Phần Lan     | 2  | 1 | 0 | 1 | 6  | 4  | +2 | 3 |
| 4    | Đan Mạch     | 2  | 1 | 0 | 1 | 3  | 1  | +2 | 3 |
| 9    | Cộng hòa Séc | 2  | 1 | 0 | 1 | 6  | 5  | +1 | 3 |
| 7    | Pháp         | 2  | 1 | 0 | 1 | 2  | 2  | 0  | 3 |
| 1    | Wales        | 2  | 1 | 0 | 1 | 2  | 3  | −1 | 3 |
| 3    | Hungary      | 2  | 1 | 0 | 1 | 4  | 7  | −3 | 3 |

### Vòng loại thứ hai

#### Bảng 1
| Đội    | Tr | T | H | B | BT | BB | HS | Đ |
| ------ | -- | - | - | - | -- | -- | -- | - |
| Hà Lan | 3  | 3 | 0 | 0 | 5  | 1  | +4 | 9 |
| Ý      | 3  | 1 | 1 | 1 | 6  | 3  | +3 | 4 |
| Anh    | 3  | 1 | 1 | 1 | 4  | 3  | +1 | 4 |
| Serbia | 3  | 0 | 0 | 3 | 2  | 10 | −8 | 0 |

| Anh                               | 3–1      | Serbia    |
| --------------------------------- | -------- | --------- |
| Wilkinson 5', 40+2' · Ayisi 80+6' | Chi tiết | Papov 61' |

| Hà Lan                 | 2–0      | Ý |
| ---------------------- | -------- | - |
| Zeeman 4' · Renfurm 8' | Chi tiết |   |

| Anh | 0–0      | Ý |
| --- | -------- | - |
|     | Chi tiết |   |

| Serbia | 0–1      | Hà Lan     |
| ------ | -------- | ---------- |
|        | Chi tiết | Bakker 22' |

| Hà Lan                                | 2–1      | Anh           |
| ------------------------------------- | -------- | ------------- |
| Zeeman 58' (ph.đ.) · Schoenmakers 76' | Chi tiết | Wilkinson 56' |

| Ý                                                                                | 6–1      | Serbia        |
| -------------------------------------------------------------------------------- | -------- | ------------- |
| Pugnali 13' · Alborghetti 15' (ph.đ.), 17' · Mason 24' · Moscia 53' · Piai 80+2' | Chi tiết | Savanović 69' |

#### Bảng 2
| Đội         | Tr | T | H | B | BT | BB | HS | Đ |
| ----------- | -- | - | - | - | -- | -- | -- | - |
| Tây Ban Nha | 3  | 2 | 1 | 0 | 7  | 1  | +6 | 7 |
| Đan Mạch    | 3  | 2 | 0 | 1 | 4  | 5  | −1 | 6 |
| Thụy Sĩ     | 3  | 0 | 2 | 1 | 0  | 2  | −2 | 2 |
| Bỉ          | 3  | 0 | 1 | 2 | 0  | 3  | −3 | 1 |

| Thụy Sĩ | 0–0      | Bỉ |
| ------- | -------- | -- |
|         | Chi tiết |    |

| Tây Ban Nha                                      | 5–1      | Đan Mạch    |
| ------------------------------------------------ | -------- | ----------- |
| Pinel 2', 51' · Mérida 23', 63' · Putellas 40+5' | Chi tiết | Iversen 57' |

| Thụy Sĩ | 0–2      | Đan Mạch                 |
| ------- | -------- | ------------------------ |
|         | Chi tiết | Jensen 28' · Nielsen 31' |

| Bỉ | 0–2      | Tây Ban Nha               |
| -- | -------- | ------------------------- |
|    | Chi tiết | Tazo 80+1' · García 80+3' |

| Tây Ban Nha | 0–0      | Thụy Sĩ |
| ----------- | -------- | ------- |
|             | Chi tiết |         |

| Đan Mạch    | 1–0      | Bỉ |
| ----------- | -------- | -- |
| Nielsen 66' | Chi tiết |    |

#### Bảng 3
| Đội              | Tr | T | H | B | BT | BB | HS | Đ |
| ---------------- | -- | - | - | - | -- | -- | -- | - |
| Cộng hòa Ireland | 3  | 2 | 1 | 0 | 6  | 3  | +3 | 7 |
| Thụy Điển        | 3  | 2 | 0 | 1 | 11 | 3  | +8 | 6 |
| Ba Lan           | 3  | 0 | 2 | 1 | 4  | 7  | −3 | 2 |
| Ukraina          | 3  | 0 | 1 | 2 | 3  | 11 | −8 | 1 |

| Cộng hòa Ireland                           | 3–1      | Ukraina        |
| ------------------------------------------ | -------- | -------------- |
| Gorman 14' · Donnelly 61' · O'Sullivan 74' | Chi tiết | Vorontsova 38' |

| Thụy Điển                                             | 4–1      | Ba Lan          |
| ----------------------------------------------------- | -------- | --------------- |
| J. Andersson 21', 35' · Rubensson 29' · Stegius 80+2' | Chi tiết | Krolikowska 47' |

| Thụy Điển                                                                                   | 6–0      | Ukraina |
| ------------------------------------------------------------------------------------------- | -------- | ------- |
| P. Andersson 14' · Rolfö 23', 26' · J. Andersson 48' · Rubensson 65' (ph.đ.) · Holmgrem 77' | Chi tiết |         |

| Ba Lan      | 1–1      | Cộng hòa Ireland       |
| ----------- | -------- | ---------------------- |
| Cichosz 24' | Chi tiết | McLaughlin 11' (ph.đ.) |

| Cộng hòa Ireland                   | 2–1      | Thụy Điển   |
| ---------------------------------- | -------- | ----------- |
| Jarrett 58' (ph.đ.) · Campbell 66' | Chi tiết | Ericsson 2' |

| Ukraina         | 2–2      | Ba Lan                     |
| --------------- | -------- | -------------------------- |
| Tyelna 21', 35' | Chi tiết | Cichosz 24' · Gusciora 24' |

#### Bảng 4
| Đội      | Tr | T | H | B | BT | BB | HS | Đ |
| -------- | -- | - | - | - | -- | -- | -- | - |
| Đức      | 3  | 3 | 0 | 0 | 8  | 0  | +8 | 9 |
| Na Uy    | 3  | 2 | 0 | 1 | 3  | 5  | −2 | 6 |
| Áo       | 3  | 1 | 0 | 2 | 1  | 2  | −1 | 3 |
| Phần Lan | 3  | 0 | 0 | 3 | 1  | 6  | −5 | 0 |

| Na Uy                           | 2–1      | Phần Lan      |
| ------------------------------- | -------- | ------------- |
| Birkeland 31' · Halvorsen 40+1' | Chi tiết | Liljedahl 12' |

| Áo | 0–1      | Đức           |
| -- | -------- | ------------- |
|    | Chi tiết | Petermann 26' |

| Đức                                                           | 4–0      | Na Uy |
| ------------------------------------------------------------- | -------- | ----- |
| Chojnowski 10' · Thorisdottir 32' (l.n.) · Petermann 34', 56' | Chi tiết |       |

| Áo           | 1–0      | Phần Lan |
| ------------ | -------- | -------- |
| Zadrazil 47' | Chi tiết |          |

| Áo | 0–1      | Na Uy         |
| -- | -------- | ------------- |
|    | Chi tiết | Hegerberg 76' |

| Phần Lan | 0–3      | Đức                                   |
| -------- | -------- | ------------------------------------- |
|          | Chi tiết | Moik 15' · Petermann 33' · Romert 58' |

## Vòng chung kết
Hai đội thắng bán kết lọt vào vòng chung kết Giải vô địch bóng đá nữ U-17 thế giới 2010 ở Trinidad và Tobago. Hai đội thua thi đấu trận tranh hạng ba để tìm ra đại diện còn lại.
|  | Bán kết           | Bán kết          |                   |       | Chung kết | Chung kết |
|  |                   |                  |                   |       |           |           |
|  | 22 tháng 6 - Nyon |                  |                   |       |           |           |
|  |                   |                  |                   |       |           |           |
|  | Hà Lan            | 0                |                   |       |           |           |
|  | Hà Lan            | 0                | 26 tháng 6 - Nyon |       |           |           |
|  | Tây Ban Nha       | 3                |                   |       |           |           |
|  | Tây Ban Nha       | 3                | Tây Ban Nha       | 0 (4) |           |           |
|  | 22 tháng 6 - Nyon |                  | Tây Ban Nha       | 0 (4) |           |           |
|  |                   | Cộng hòa Ireland | 0 (1)             |       |           |           |
|  | Cộng hòa Ireland  | Cộng hòa Ireland | 0 (1)             | 1     |           |           |
|  | Cộng hòa Ireland  |                  |                   | 1     |           |           |
|  | Đức               | 0                |                   |       |           |           |
|  | Đức               | 0                | Tranh hạng ba     |       |           |           |
|  |                   |                  |                   |       |           |           |
|  | 26 tháng 6 - Nyon |                  |                   |       |           |           |
|  |                   |                  |                   |       |           |           |
|  | Hà Lan            | 0                |                   |       |           |           |
|  | Hà Lan            | 0                |                   |       |           |           |
|  | Đức               | 3                |                   |       |           |           |

### Bán kết
| Hà Lan | 0–3      | Tây Ban Nha                             |
| ------ | -------- | --------------------------------------- |
|        | Chi tiết | Sampedro 32' · Pinel 52' · Lázaro 80+3' |

| Cộng hòa Ireland | 1–0      | Đức |
| ---------------- | -------- | --- |
| Campbell 38'     | Chi tiết |     |

### Tranh hạng ba
| Hà Lan | 0–3      | Đức                                          |
| ------ | -------- | -------------------------------------------- |
|        | Chi tiết | Petermann 23' · Leupolz 56' · Chojnowski 70' |

### Chung kết
| Tây Ban Nha                            | 0 – 0 (s.h.p.) | Cộng hòa Ireland            |
| -------------------------------------- | -------------- | --------------------------- |
|                                        | Chi tiết       |                             |
| Loạt sút luân lưu                      |                |                             |
| Mérida · Gutiérrez · Sampedro · Catalá | 4–1            | Jarrett · Gleeson · O'Brien |

| Vô địch Giải vô địch bóng đá nữ U-17 châu Âu 2010 |
| ------------------------------------------------- |
| · Tây Ban Nha · Lần thứ nhất                      |